# Hermann Heydenreich
Georg Karl Christian Hermann Heydenreich (* 3. Februar 1862 in Gremsheim bei Gandersheim; † 6. April 1937 in Braunschweig) war ein deutscher Apotheker und Kaufmann.

## Leben
Hermann Heydenreich wurde 1862 in Gremsheim, einem heutigen Stadtteil von Bad Gandersheim, im Herzogtum Braunschweig als siebtes Kind des lutherischen Pastors Andreas Heydenreich geboren. Er wuchs in Gremsheim und Bornum in einfachen Verhältnissen auf. Heydenreich besuchte das Martino-Katharineum Braunschweig und studierte anschließend von 1887 bis 1889 Pharmazie an der Technischen Hochschule Braunschweig. Er war Mitglied in der Studentenverbindung Corps Hercynia. Heydenreich legte 1889 das Staatsexamen ab.
Im Jahr 1890 ging Heydenreich nach São Paulo in Brasilien. Dort trat er in das Handelsunternehmen seiner Brüder ein, die die Casa Allemã ab 1883 erfolgreich aufgebaut hatten, und war dort bis 1910 als Kaufmann tätig. Seit 1908 war er verheiratet mit Helene, geb. Karst. Die Brüder Heydenreich engagierten sich für die deutsche evangelische Gemeinde in São Paulo und kauften 1906/07 ein Grundstück an der Rua Visconde do Rio Branco, auf dem nachfolgend die Stadtkirche und ein Pfarrhaus errichtet wurden. 1909 wurden Daniel, Adolf und Hermann Heydenreich zu Ehrenmitgliedern der Gemeinde ernannt. Hermann Heydenreich gründete 1928 gemeinsam mit seiner Frau die Hermann und Helene Heydenreich-Stiftung an der deutschen Olinda-Schule São Paulo.
Das Ehepaar Heydenreich ging zurück nach Deutschland und wohnte für über 25 Jahre am Petritorwall in Braunschweig. Hier rief Heydenreich für die Studenten der TH Braunschweig die Hermann Heydenreich-Stiftung ins Leben, die aus einem Grundstück am Fallersleber-Tor-Wall 10 und einem Kapitalvermögen bestand. Das dort befindliche Studentenheim wurde 1944 durch einen Luftangriff fast vollständig zerstört. Nach dem 1955 erfolgten Wiederaufbau wurde es einige Zeit als Mensa genutzt und beherbergt heute (Stand 2023) das Studentenwohnheim HF 10. Für seine Verdienste um die Technische Hochschule wurde Heydenreich 1927 zum Ehrensenator ernannt. Für die Petrikirche stiftete er drei neue Kirchenglocken. Seine Gemäldesammlung vermachte er dem Städtischen Museum Braunschweig, das dem Herzog Anton Ulrich-Museum einige Exponate als Leihgaben zur Verfügung gestellt hat.
Hermann Heydenreich starb im Alter von 75 Jahren im April 1937 in Braunschweig.